# Newtown Jets
Pour les articles homonymes, voir Newtown.
Maillots
Le club des Newtown Jets (surnommés les « Bluebags ») est un club de rugby à XIII australien, présent lors de la fondation de la New South Wales Rugby League (championnat de rugby à XIII de Nouvelle-Galles du Sud dit NSWRL) en 1908 et y participant jusqu'en 1983. Originaire de Newtown en Nouvelle-Galles du Sud, il est considéré comme le plus vieux club de rugby à XIII d'Australie.
Les Newtown Jets participent désormais au New South Wales Cup, qui est le second échelon en dessous de la NRL, et servent de « réserve » aux Sydney Roosters qui, eux, évoluent en NRL.
Au cours de leur histoire, les Newtown Jets ont remporté à trois reprises la NSWRL en 1910, 1933 et 1943, et ont terminé seconds ou fini finalistes en 1913, 1914, 1929, 1944, 1954, 1955 et 1981.

## Histoire
A un jour près, il s'agit du club qui le premier a rejoint le mouvement treiziste en Australie. Le club nait en effet le 8 janvier 1908, sous l'égide de deux personnalités australiennes. H.H Giltinian, un sportif australien et le député Harry Hoyle. En 1911  le club délègue sept de ses joueurs aux Kangaroos, l'équipe d'Australie de rugby à XIII naissante. 
Le club a remporté plusieurs fois le championnat, mais, en proie à des difficultés financières, le club est obligé de quitter le championnat de Sydney en 1983. Cet exclusion pour raisons budgétaires ne coupe cependant par l'élan du club qui repart en 1988 et continue depuis à exister dans le « paysage treiziste » australien.

## Palmarès
- New South Wales Rugby League (3)  :
  - Vainqueur : 1910[Ref 5], 1933[Ref 6] et 1943[Ref 7], 1992[Ref 8]
  - Vainqueur de la saison régulière : 1910, 1933, 1943, 1944, 1954 et 1955.
  - Finaliste : 1913, 1914, 1929, 1944, 1954, 1955 et 1981.

## Personnalités et joueurs emblématiques
Le club a abrité de nombreuses célébrités du ballon ovale. On peut citer le cas de Franck Bumper Farrell, de Herb Narvo, de Dick Poole, et de Brian Clay,.

## Autres notes et références
1. 1 2 3  André Passamar, L'encyclopédie de Treize Magazine, Newtown, Toulouse, Sud-Ouest Presse impression, 2ème trimestre 1984, 169 p. (ASIN B0014I5GK6), p. 121